# خانه‌موزه سیلوا کاپوتیکیان
خانه-موزه سیلوا کاپوتیکیان (ارمنی: Սիլվա Կապուտիկյանի տուն-թանգարան) در سال ۲۰۰۹ میلادی در ایروان، پایتخت ارمنستان تأسیس شد. این خانه‌موزه به نمایشگاه و حفاظت از میراث و آثار ادبی شاعر ارمنی سیلوا کاپوتیکیان شامل وسایل شخصی، سوغات، جوایز، نسخه‌های خطی و کتاب‌های وی اختصاص دارد.
در ۲۰ ژانویه ۲۰۰۹، در نودمین سالگرد تولد شاعر، خانه‌موزه سیلوا کاپوتیکیان با تصمیم دولت ارمنستان با حضور رئیس‌جمهور سرژ سرکیسیان و آرا شیراز، پسر کاپوتیکیان، افتتاح شد. در سال ۲۰۰۷ خیابانی که موزه در آن قرار دارد، که قبلاً با نام ۱ باقرامیان شناخته می‌شد، به خیابان کاپوتیکیان تغییر نام داد.

## نمایشگاه
این موزه در آپارتمانی قرار دارد که کاپوتیکیان به مدت ۳۰ سال در آن زندگی می‌کرد. اتاق خواب، اتاق کار، و اتاق‌نشیمن کاپوتیکیان مطابق میل وی دست‌نخورده باقی می‌مانند، درست همان‌طور که در طول زندگی او بوده است. خانه‌موزه از پنج ویترین تشکیل شده است. اولی شامل اقلامی از خانه کاپوتیکیان در خیابان آمیریان شماره ۲۰ است، جایی که شاعر در آنجا متولد شد و تا سال ۱۹۵۴ زندگی کرد. در ویترین دوم، وسایل شخصی او شامل ساعت، کیف، لوازم آرایش و تکه‌ای از گردنبند فرعون (بیش از ۳۰۰۰ سال) قرار دارد. در ویترین سوم هدایایی است که کاپوتیکیان از آوتیک ایزاکیان، سرگئی پاراجانف، وازگن یکم، بارویر سواگ و سیامانتو دریافت کرده است. چهارمین ویترین جوایز کاپوتیکیان از جمله «نشان افتخار»، «دوستی خلق» و «انقلاب اکتبر» را در خود جای داده است. در ویترین پنجم، بلیط‌های عضویت قرار دارد. در راهرو نیم‌تنه گچی وجود دارد که توسط پسر کاپوتیکیان، مجسمه‌ساز سرشناس، آرا شیراز، ساخته شده است
.
خانه‌موزه در خیابان سیلوا کاپوتیکیان، ساختمان ۱، ورودی دوم، طبقه ۴، آپارتمان واقع شده است. ۲۶, ایروان ۰۰۱۹, ارمنستان
.

## دامنه
کارکرد خانه‌موزه علاوه بر نمایشگاه آثار کاپوتیکیان، بازنشر آثار و ادامه آموزش مردم دربارهٔ میراث ادبی کاپوتیکیان است. در نتیجه تحقیقات موزه، بیش از ۱۸۰۰۰ نسخه خطی نسخه برداری شده است. بازدیدکنندگان این موزه شامل دانش آموزان مدرسه، روشنفکران، شهروندان ارمنستان و دیاسپورای ارمنی و همچنین گردشگرانی از کشورهای مختلف هستند. از طریق کار مشترک موزه و بنیاد سیلوا کاپوتیکیان، آلبوم‌ها، فیلم‌ها و کاست‌های مختلفی ساخته شده است. هر ساله در آخرین شنبه شهریور ماه جشنواره‌های شعر با شکوهی بسیار برگزار می‌شود.

## نگارخانه

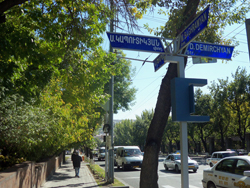
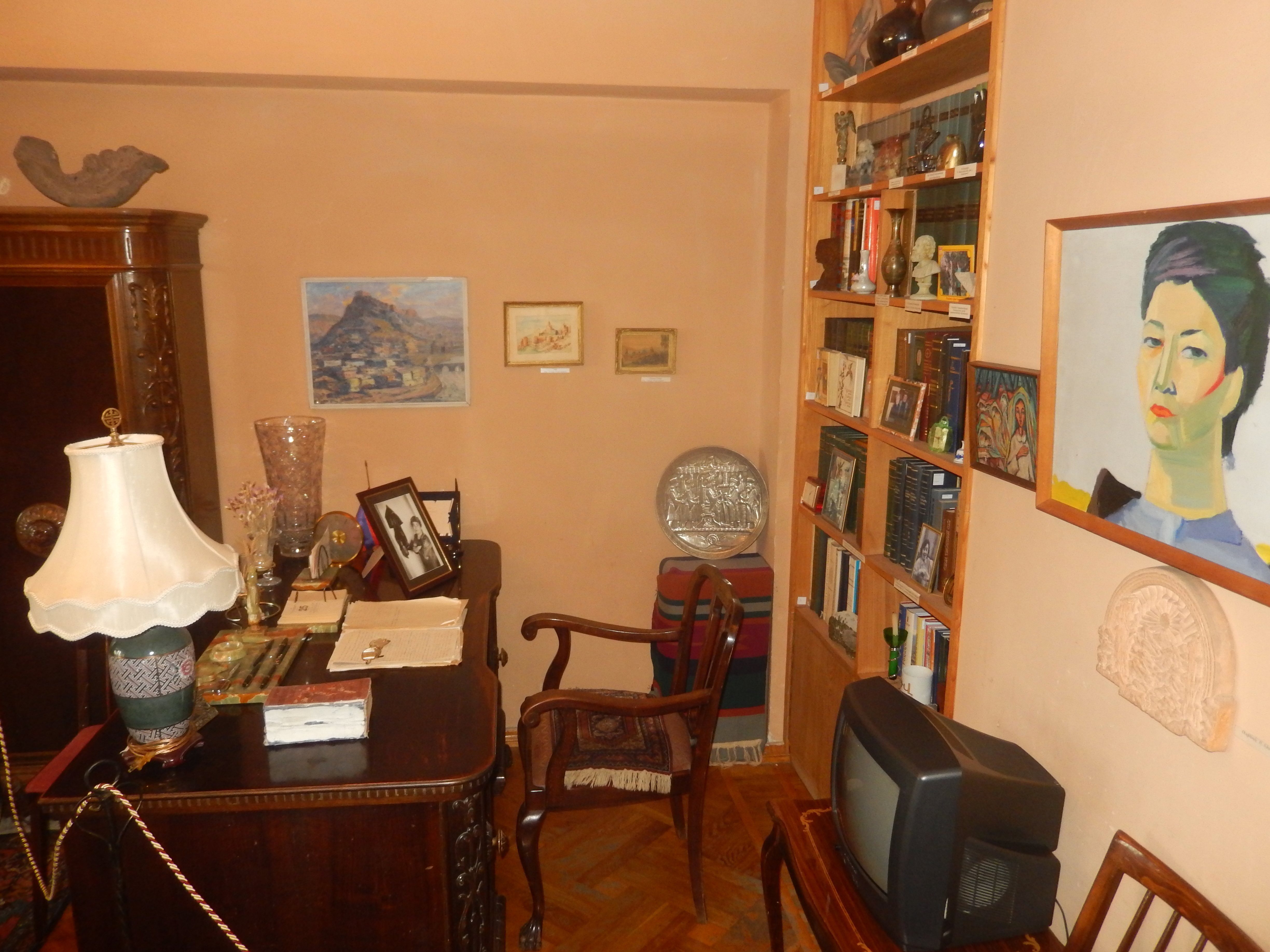
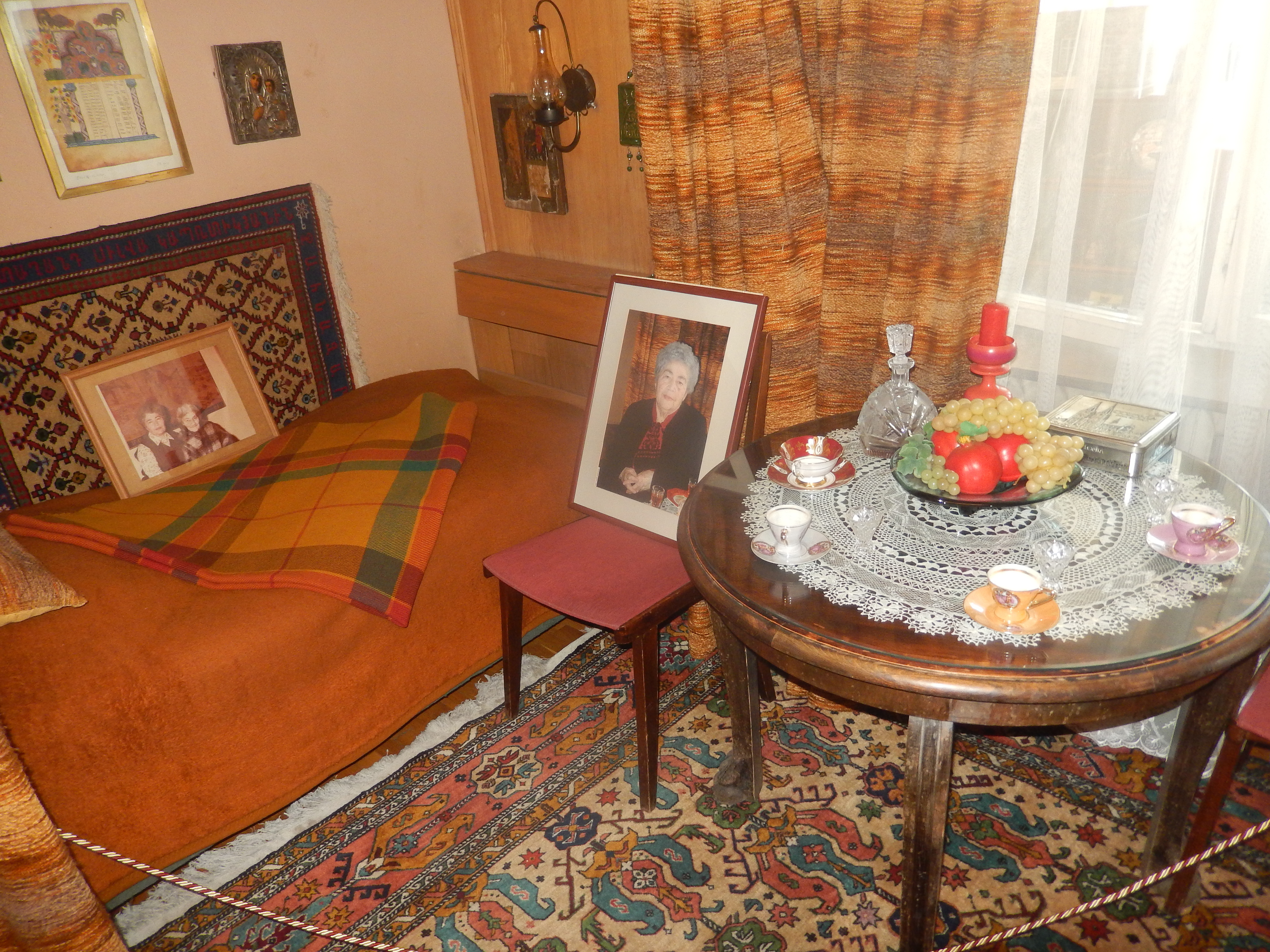
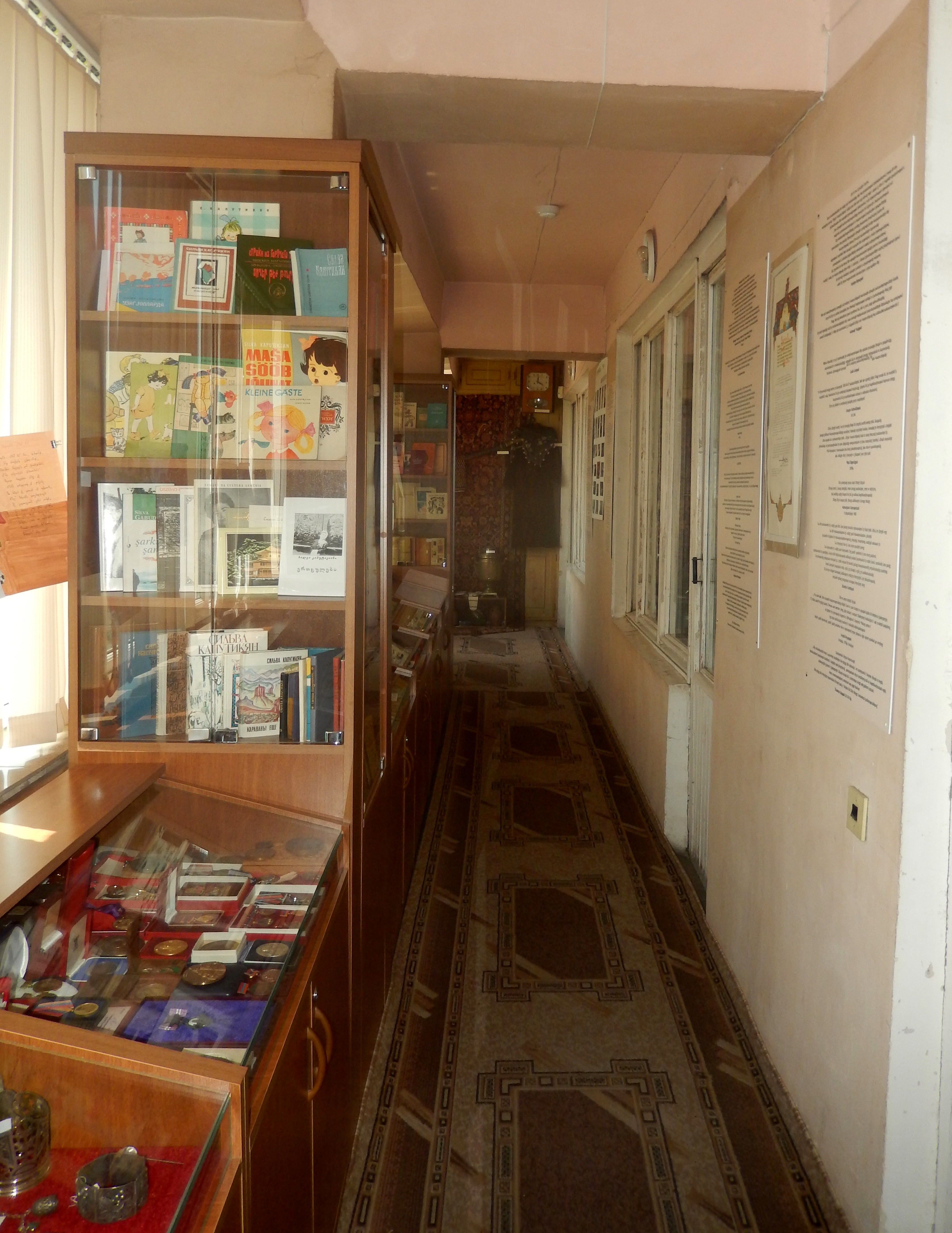
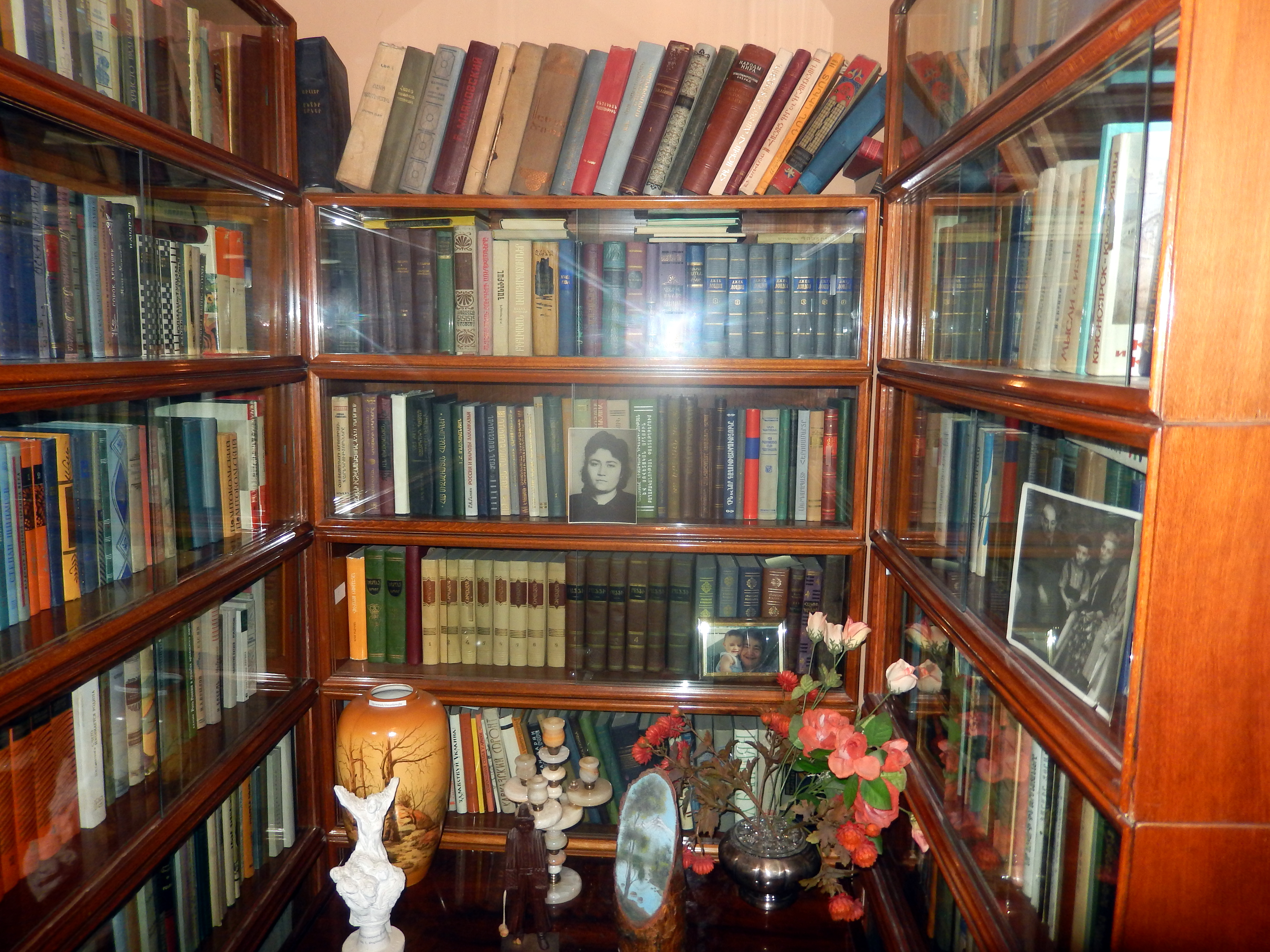
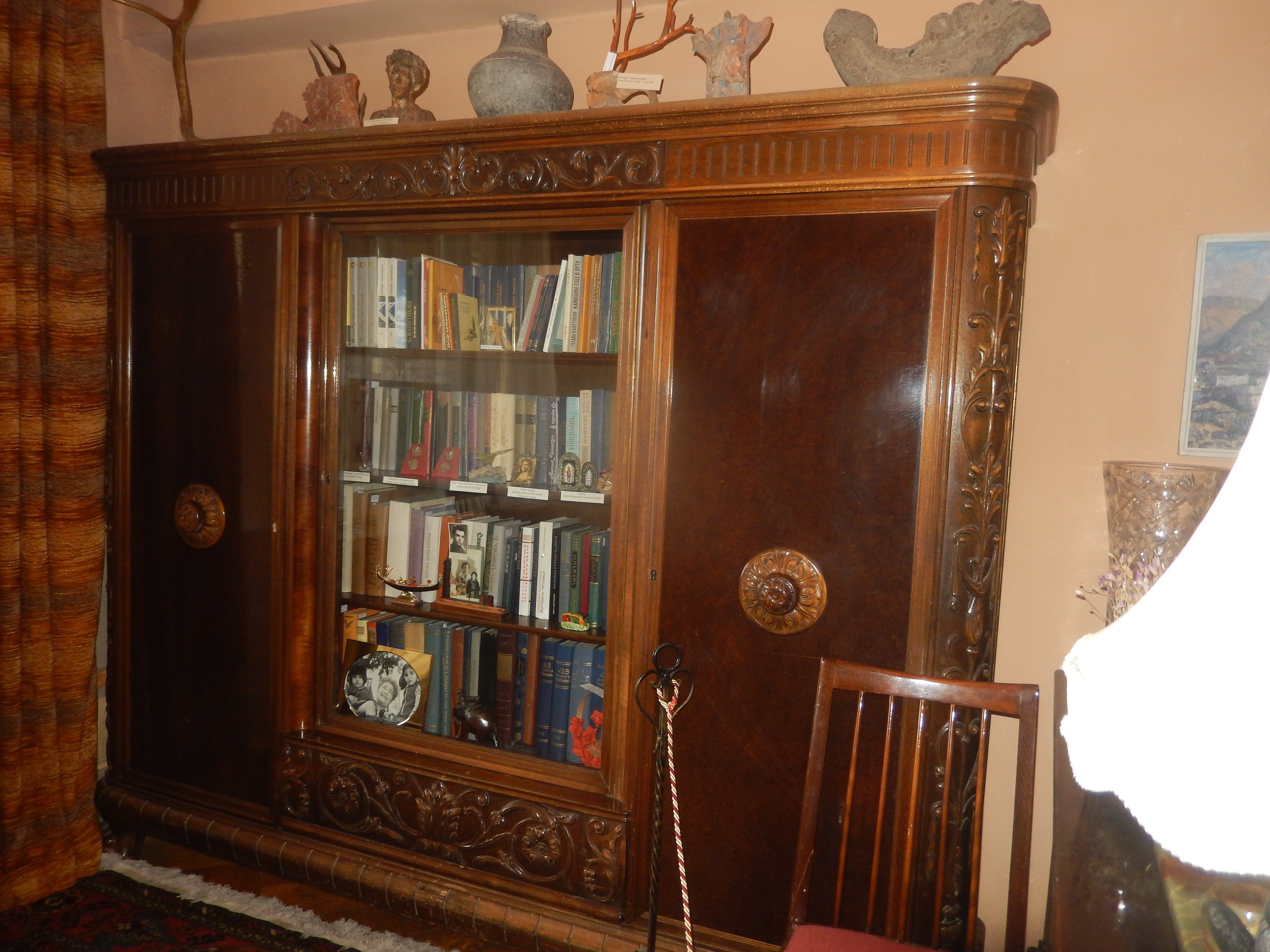
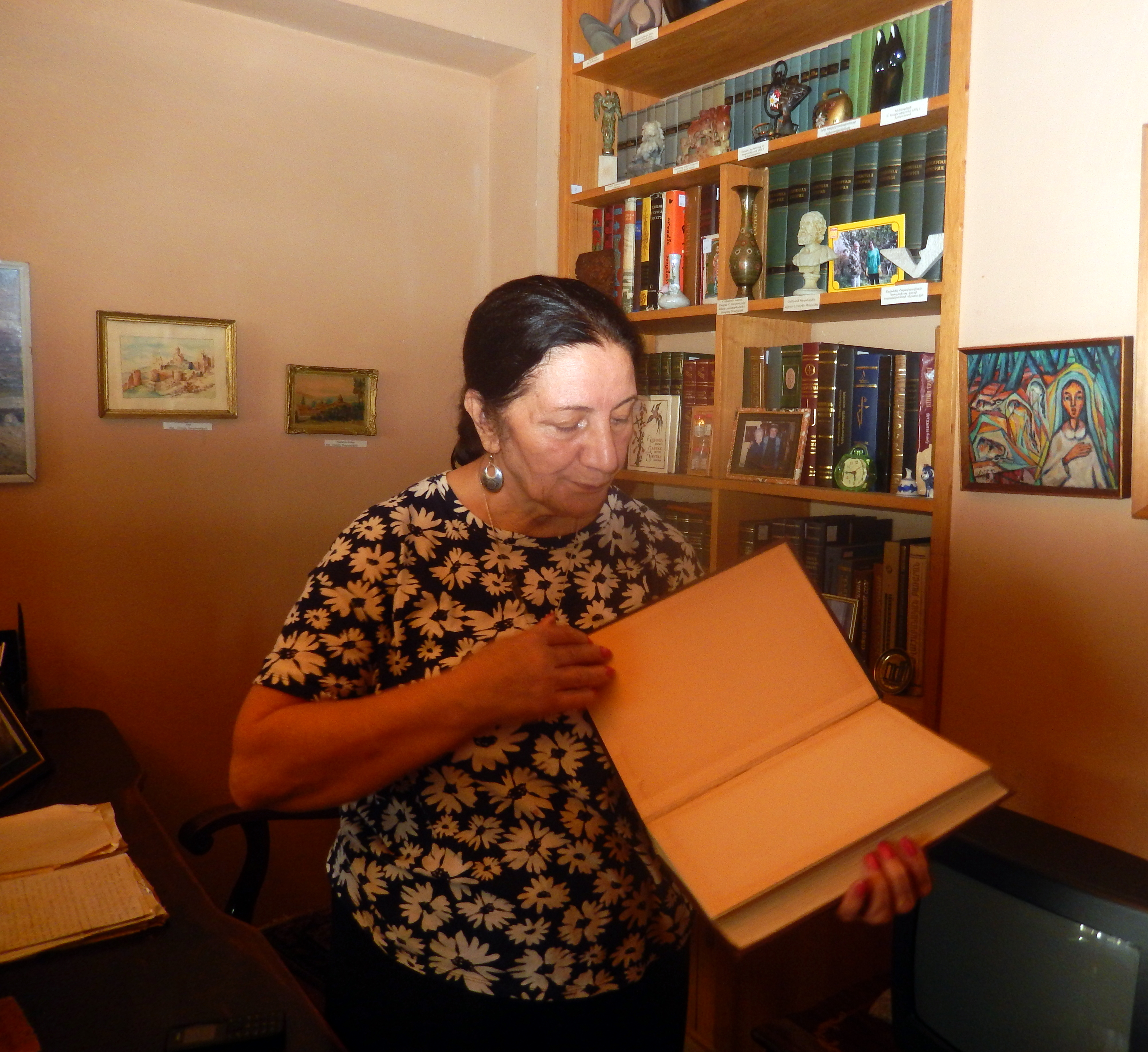
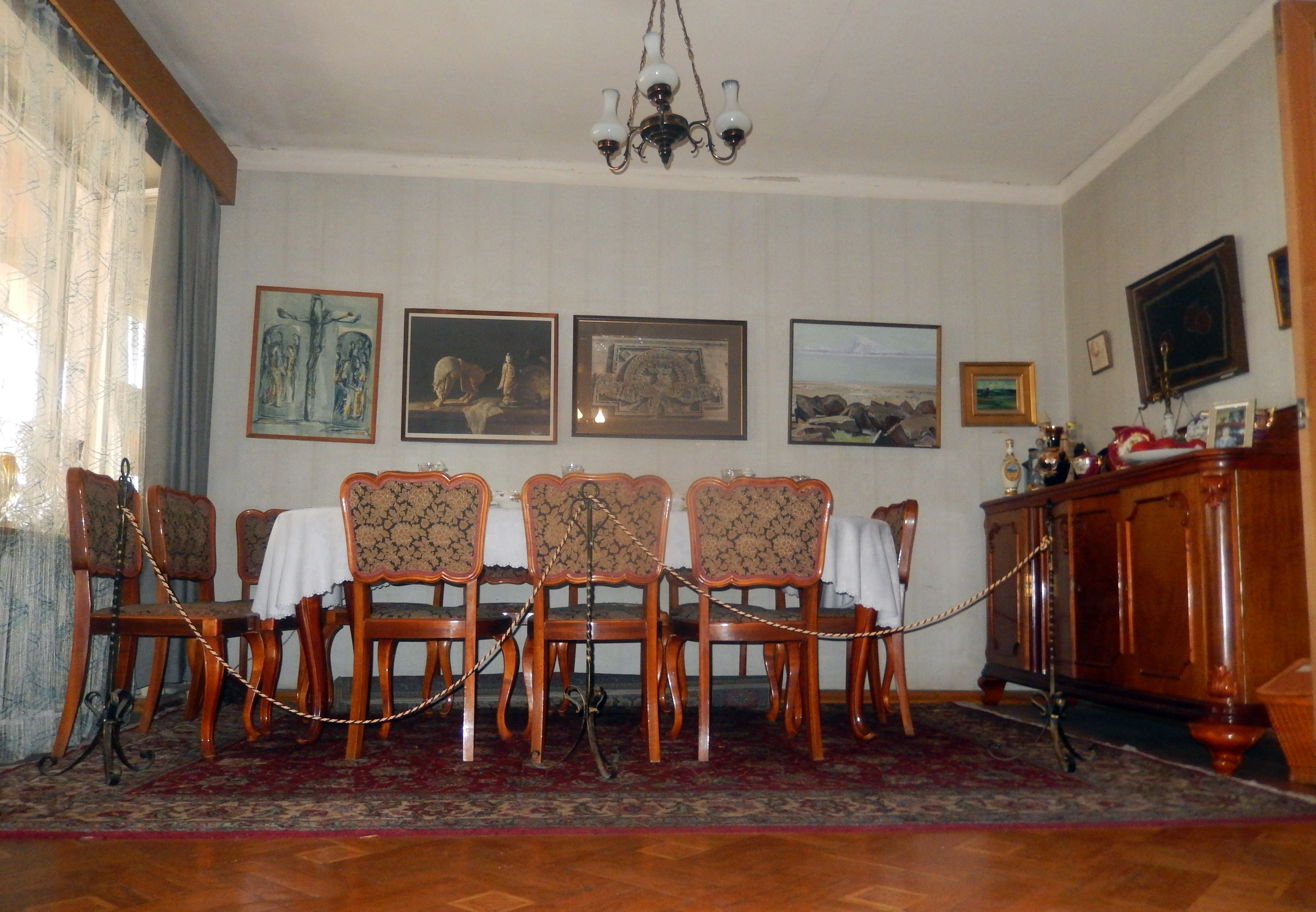
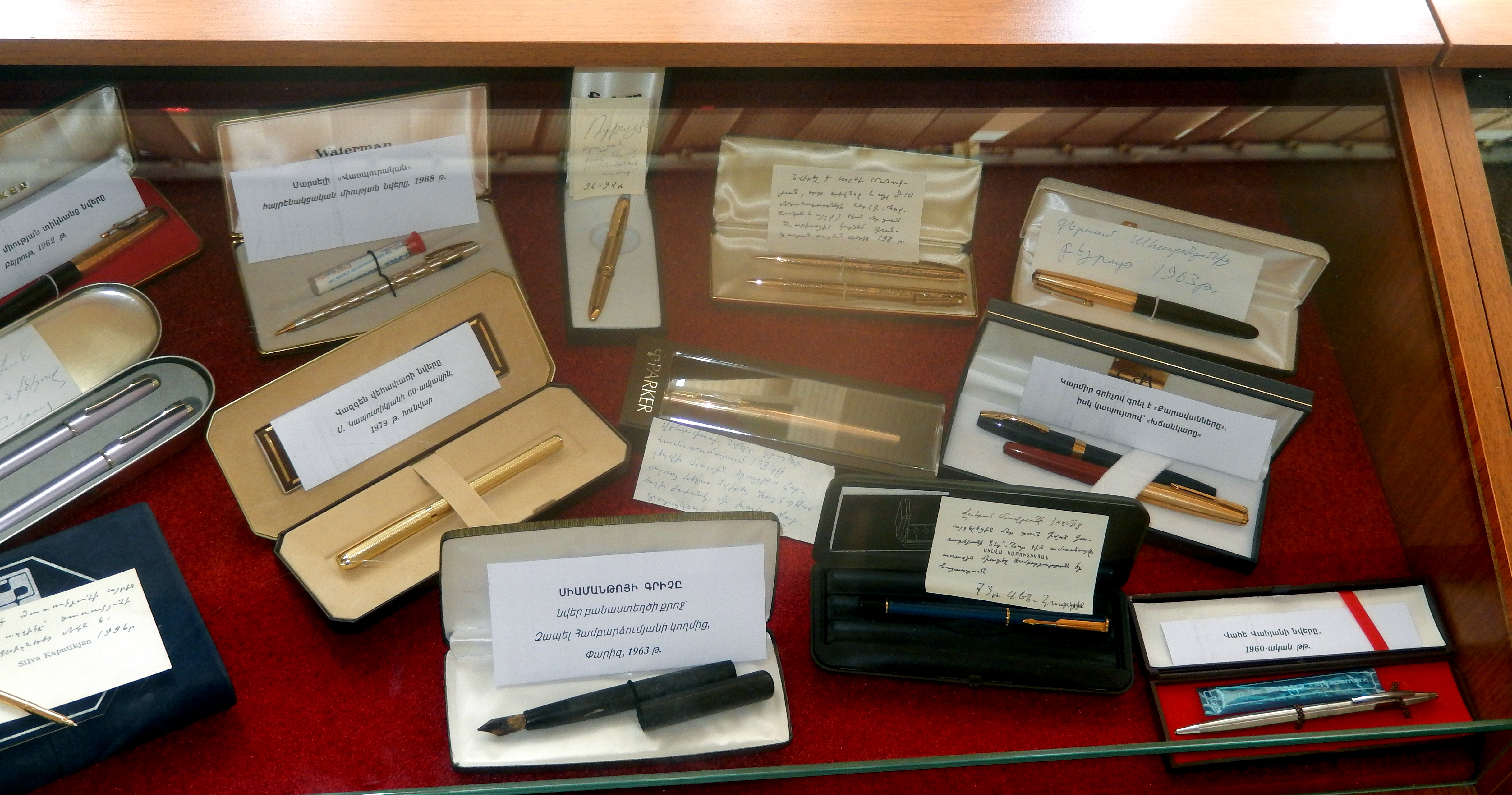